# Ариетта
Ариетта (итал. arietta, уменьшительное от aria). Имеет значения:
1) Небольшая ария, обычно в двухчастной форме, отличающаяся простотой изложения, песенностью мелодики.
2) В 1-й половине 18 века, во французской опере — ария da capo, которую пели на итальянский текст, обычно в блестящем колоратурном стиле. В отличие от арии, в итальянской опере не была связана с развитием сценического действия и применялась исключительно как «вставной» номер в дивертисменте.
3) В одной из разновидностей французской комической оперы — «комедии, перемежающейся ариеттами» — сольная песня (ария) в народном духе, исполняющаяся перед разговорным диалогом (или после него) и противопоставляющаяся так называемому, водевилю — заключительной куплетной песенке на популярную мелодию.
Борьба между этими двумя жанрами, завершившаяся к 1670 году вытеснением водевиля, отражена в комической опере «Процесс ариетт и водевилей» Ш. С. Фавара (1760). В последующее время жанр ариетты (1) использовал Р. Штраус в музыке к комедии «Мещанин во дворянстве» Мольера (1917, 1-я редакция) и другие. Изредка название «ариетта» применяется и к инструментальным пьесам (заключительная часть фортепианной сонаты op. 111 Л. Бетховена).
И. М. Ямпольский, Музыкальная энциклопедия, стр. 933
Известны две ариетты Снегурочки из оперы Н. А. Римского-Корсакова «Снегурочка»